# Nenäkivi
Nenäkivi är ett flyttblock och gränsmärke i Finland.   Det ligger på gränsen mellan kommunerna Orimattila och Buckila och landskapen Päijänne-Tavastland och Nyland, i den södra delen av landet, 70 km nordost om huvudstaden Helsingfors. Nenäkivi ligger 80 meter över havet.

## Omgivningar
Terrängen runt Nenäkivi är platt. Runt Nenäkivi är det glesbefolkat, med 9 invånare per kvadratkilometer. Närmaste större samhälle är Orimattila, 10,9 km norr om Nenäkivi. I omgivningarna runt Nenäkivi växer i huvudsak blandskog.

## Klimat
Trakten ingår i den hemiboreala klimatzonen. Årsmedeltemperaturen i trakten är 2 °C. Den varmaste månaden är juli, då medeltemperaturen är 18 °C, och den kallaste är januari, med −13 °C.